# Синиця біла

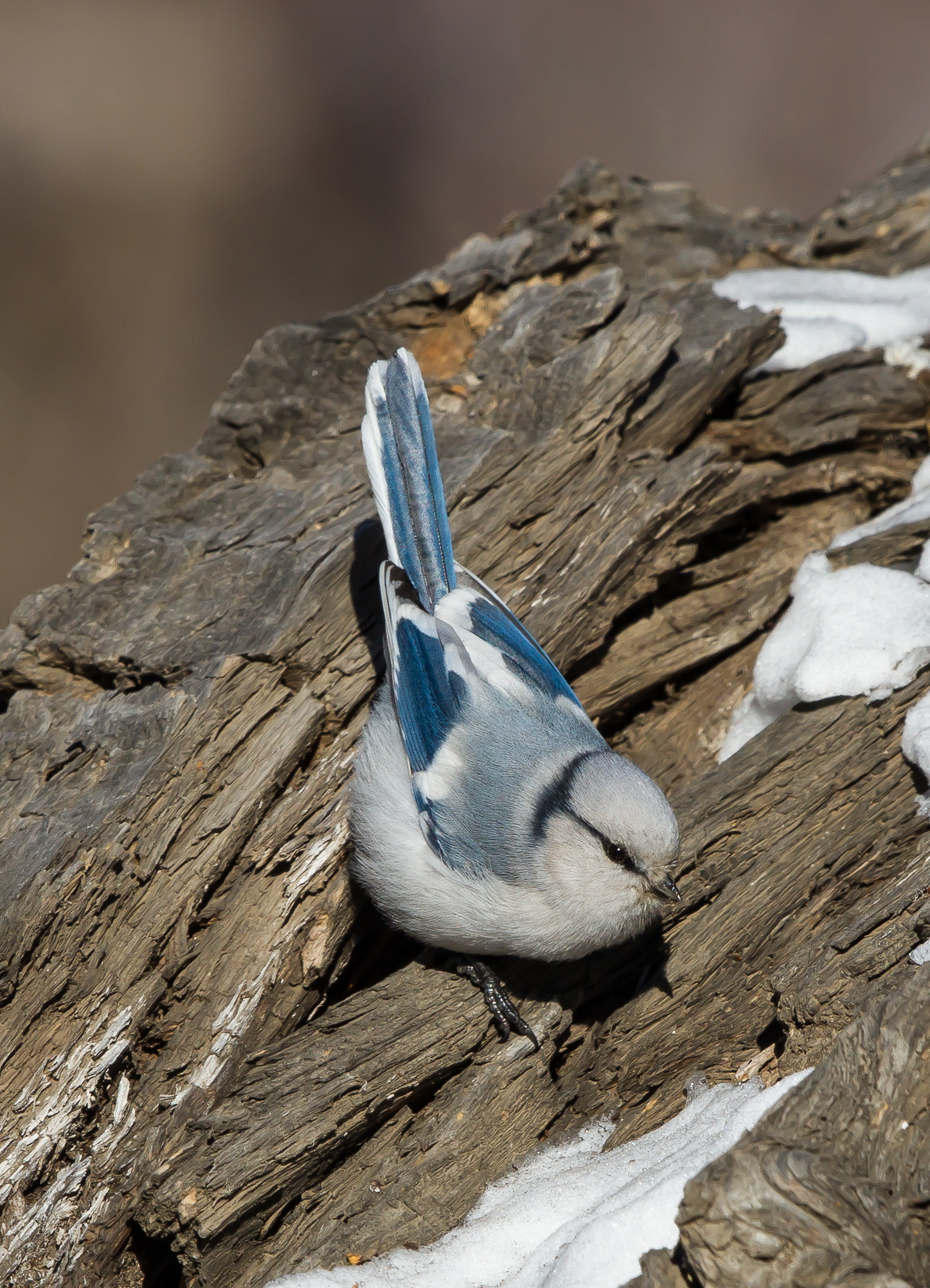
Синиця біла

Сини́ця бі́ла (Cyanistes cyanus) — вид птахів родини синицевих (Paridae). Один з 7-ми видів роду у фауні України, один з 3-х або 7-ми підвидів політипного виду. В Україні нечисленний гніздовий і кочовий вид.

## Опис

### Морфологічні ознаки
Невелика і дуже рухлива синиця з характерним блакитно-білим забарвленням. Довжина тіла — близько 14 см, маса птахів в межах 12,5—15,5 г. У дорослого самця голова біла; вуздечка, смуга на потилиці, смуги, які окреслюють щоки, синювато-чорні; спина, плечі і поперек сірі; на темно-синіх верхніх покривних перах крила біла смуга; надхвістя і низ білі; махові пера бурі, з домішкою білого і синього кольорів; середня пара стернових пер синя, крайня пара — біла, інші — сині, з білою кінцевою частиною; дзьоб і ноги сірі. У молодого птаха білі частини оперення з сірим або бурим відтінком, темні — буруваті.
Від блакитної синиці відрізняється білим верхом голови і білим низом, від довгохвостої синиці — чорними смугами за очима, коротшим хвостом і темно-синім кольором темних частин тіла.

### Голос
Пісня — нетривале щебетання, що виконується на високих нотах та схоже на звук дзвоника — «ці-ці-цірррзь»; поклик — коротке або довге «тсіі-тсіі-де-де».

## Систематика

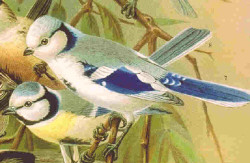
Синиця біла та гібридна форма Cyanistes × pleskei (внизу)

Більшість авторів відносять синицю білу до роду синиця (Parus). Проте американські орнітологи на основі досліджень послідовності мітохондріальної цитохроми b, проведеного у першій половині 2000-х рр., відносять цей вид до самостійного роду Cyanistes, який раніше розглядався як підрід роду синиця (Gill et al., 2005).
Підвиди
У межах виду виділяють 8 підвидів:

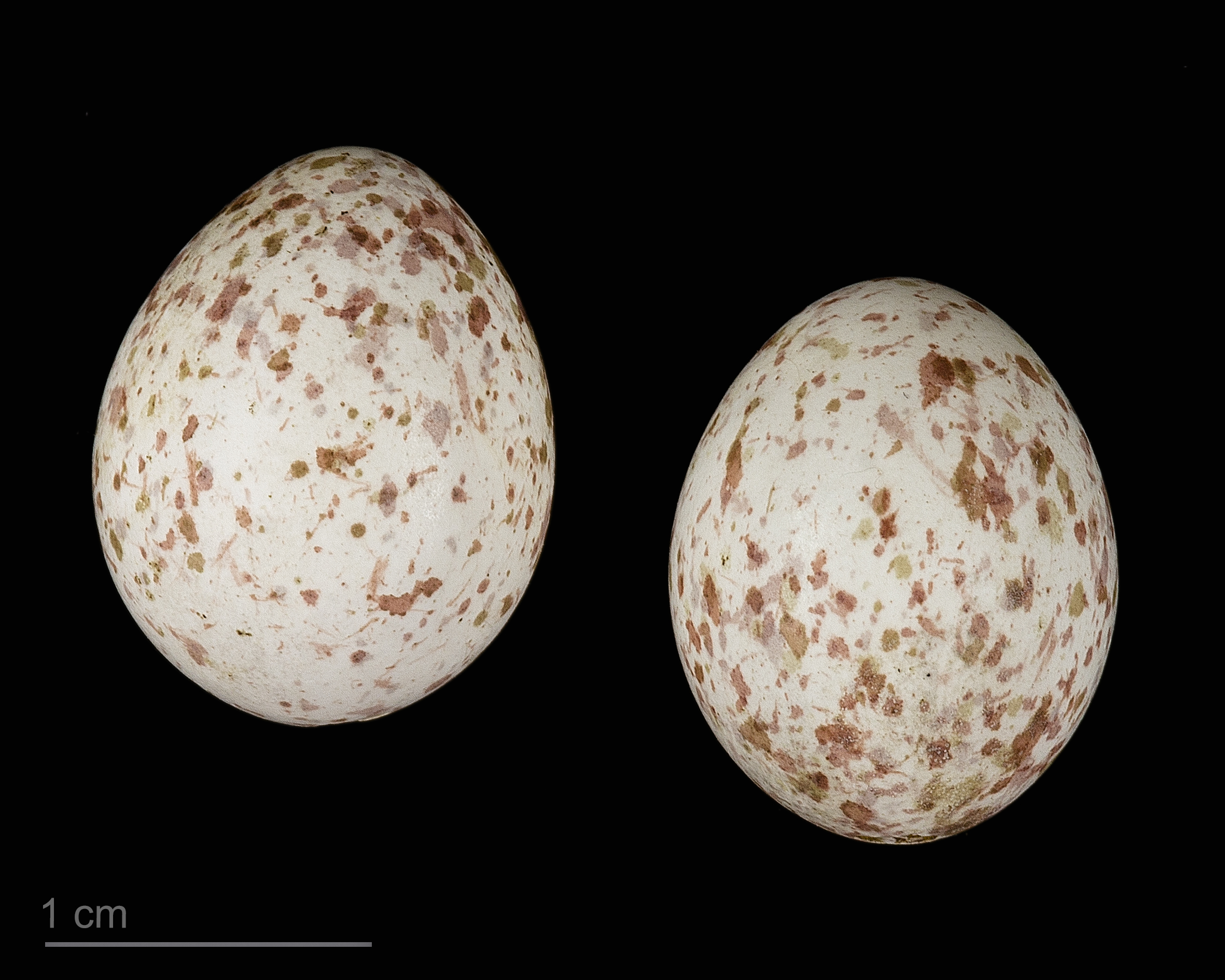
яйце Cyanistes cyanus cyanus - Тулузький музей

- C. c. cyanus (Pallas, 1770) — зустрічається на території України;
- C. c. hyperrhiphaeus Dementiev & Heptner, 1932;
- C. c. yenisseensis (Buturlin, 1911);
- C. c. tianschanicus Menzbier, 1884;
- C. c. koktalensis Portenko, 1954;
- C. c. carruthersi (E. J. O. Hartert, 1917);
- C. c. flavipectus (Severtsov, 1873);
- C. c. berezowskii Pleske, 1893.

У західній частині ареалу бувають випадки гібридизації білої синиці з блакитною. Нащадків, які володіють проміжними характеристиками, називають Cyanistes × pleskei, раніше помилково розглядали як самостійний вид.

## Поширення

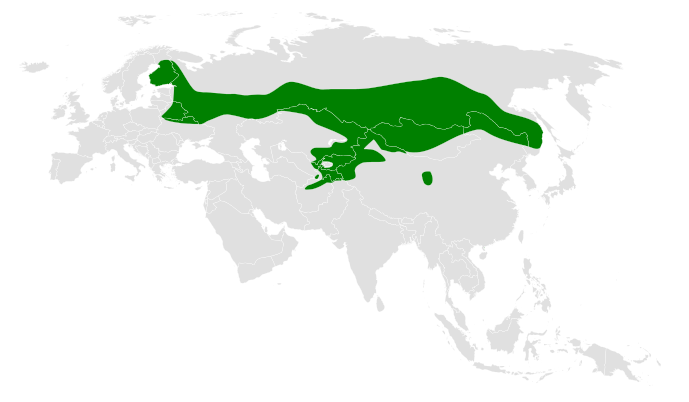
Ареал виду

Гніздовий ареал має вигляд вузької смуги центральної Євразії від Білорусі та України до узбережжя Японського моря. Він охоплює південь лісової, лісостепову і частково степову смуги Східної Європи, південні райони Західного та Східного Сибіру, Памір, Тянь-Шань, Далекий Схід. Найчисленніша на східних схилах Уралу та півдні Західного Сибіру, на іншій частині ареалу рідкісний птах. Повсюдно зустрічається спорадично. В Україні гніздиться в середній течії Прип'яті та Стоходу.

## Чисельність і причини її зміни
В Європі чисельність точно не відома, становить 2,9—11,0 тис. пар, що складає 5—24 % світової популяції. Найбільша чисельність гніздиться у Російській Федерації — 2,5—10,0 тис. пар; у Білорусі — 400—800 пар. Чисельність в Україні становить лише 5–8 гніздових пар. 2001 року, біля с. Сваловичів гніздилися 3 пари, у 2002 р. — 3–4, у 2004 — 9, у 2005 — 7, у 2006 — 9–10; по 1 парі біля с. Малої Глуші — у 2001 р.; біля с. Омит — у 2004 р. У Росії, Білорусі, Україні у 1970–1990 рр. до 2,9 тис. пар. У 1990–2000 рр. популяція у Білорусі й Україні — стала. Існують усі ризики, характерні для малих популяцій і тих, що знаходяться на межі ареалу. В Україні вид дуже вразливий через малу чисельність.

## Особливості біології
Заселяє ділянки вологих лісів і чагарники поблизу боліт. Гнізда в дуплах дерев, нішах старих будівель найчастіше на висоті від 0,5 до 2 м від землі, рідко до 3 м і вище. За сезон має одну або дві кладки. Гніздиться у травні—червні. У кладці 10-12 яєць, які подібні до яєць інших синиць — білі, з нещільним малюнком у вигляді дрібних світло-коричневих крапок, щільнішим біля тупого кінця. Розміри яєць 15—17 х 12—14 мм. Насиджування триває 13—14 діб. Пташенята залишають гніздо у віці близько 16 діб. Гніздова біологія виду в Україні не достатньо вивчена.
Біла синиця переважно комахоїдний птах, живиться лялечками та личинками метеликів, клопами, попелицями, прямокрилими (кониками та цвіркунами), мухами, бджолами, осами, мурашками та жуками. Крім того, вживають у їжу різних павуків. У зимовий період споживають також насіння рослин.

## Охорона
Знаходиться під охороною Бернської конвенції (Додаток ІІ). Згідно з європейською природоохоронною значущістю — категорія Non-SPEC, статус Безпечний (Secure). Занесений до Червоної книги Білорусі та Російської Федерації. Внесений до останнього видання Червоної книги України (2009) (статус — рідкісний). В Україні охороняється в НПП «Прип'ять–Стохід» та Нобельський національний природний парк. З метою дієвішої охорони потрібно докладніше вивчити біотопи, гніздування та місця зимівлі; розробити рекомендації з охорони виду; вивішувати дуплянки.